# Edith Breckwoldt

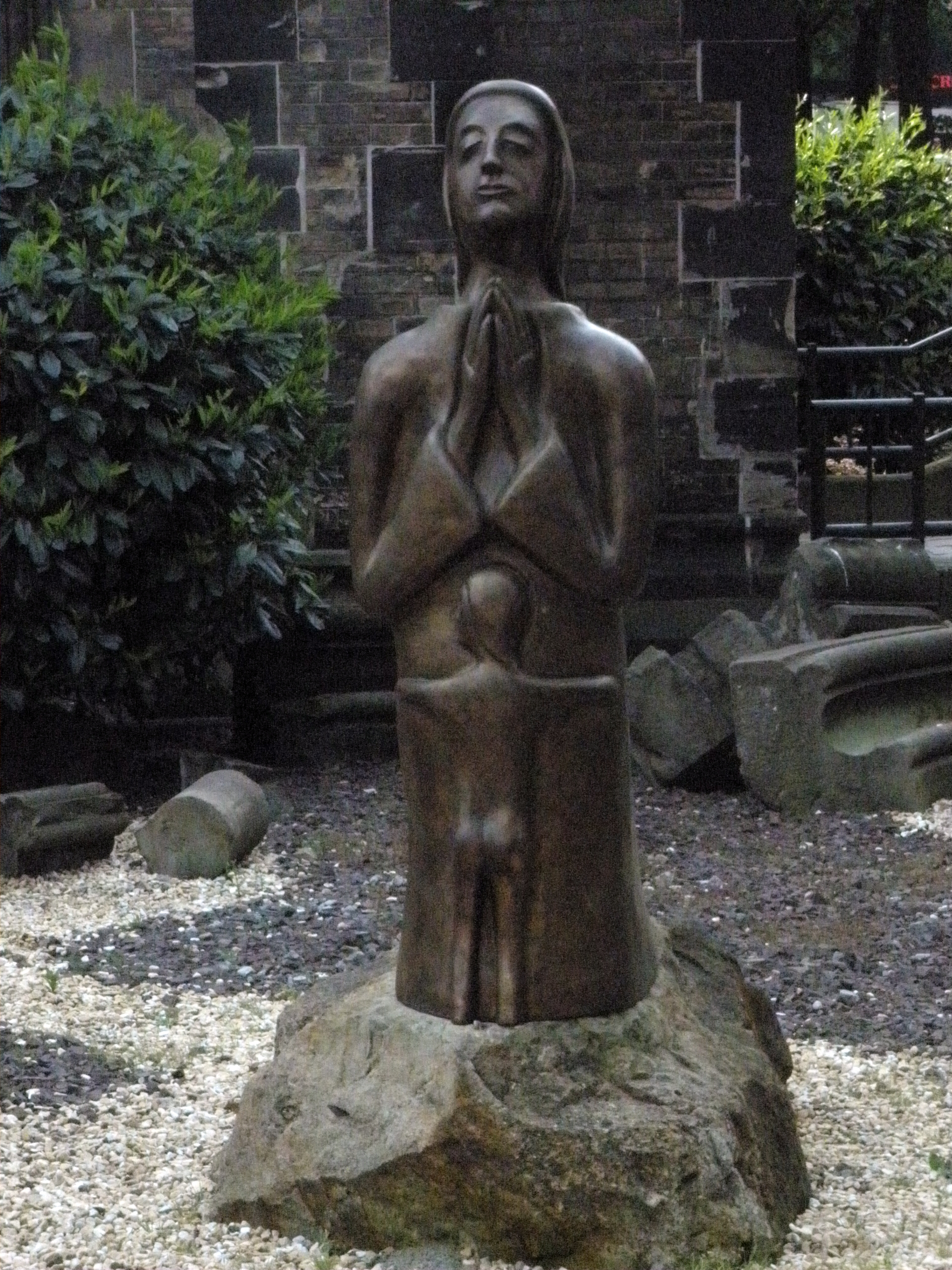
Friedensgebet, Bronze, 2001, seit 2017, Maria-Magdalen-Kirche, Lauenburg/Elbe

Edith Breckwoldt, geb. Burmester (* 1937 in Lauenburg; † 22. August 2013 in Hamburg) war eine deutsche Bildhauerin aus Norddeutschland. Bekannt ist sie für ihre groß- und kleinformatigen Skulpturen im Hamburger Raum, die um die Themen Frieden, Gemeinsamkeit und Symbiose kreisen.

## Leben
Edith Burmester war eine von drei Töchtern des Lauenburger Binnentankschiffgroßreeders, genannt „Onassis der Oberelbe“, Christoph Burmester († 1988, siehe auch Hitzler Werft). 1959 zog sie nach Hamburg und heiratete Frank Breckwoldt, einen Enkel des Parfüm- und Feinseifenfabrikanten Georg Dralle, der heute Mitinhaber und Geschäftsführer der Ryf Coiffeur GmbH ist. Das Paar hat eine gemeinsame Tochter, Birke, benannt nach dem Birkenwasser Birkin von Dralle. Ende der achtziger Jahre vertrieb Edith Breckwoldt, die „anerkannte Visagistin mit internationaler Berufserfahrung“, über die Ryf-Coiffeur-Salons Schminkgrundkurse auf VHS-Videokassetten.
Gemeinsam mit ihrem Ehemann gründete sie 2012 die Breckwoldt-Stiftung, die zukünftig Projekte und Künstler der Bildhauerei und werthaltige Unternehmensführung fördern soll.

## Bildhauerei
1990 fand Breckwoldt ihren Weg zur Bildhauerei. Die Technik ließ sie sich von Fritz Fleer vermitteln, einem Meisterschüler von Edwin Scharff. Früh distanzierte sie sich von ihrem Lehrer, um ihren eigenen Stil der 'Gefühlten-Formen' zu entwickeln, eine persönliche Stilrichtung, die sich durch die Betonung eines emotionalen Schöpfungsprozesses auszeichnet. Ihre Skulpturen schuf sie als Reaktion auf ein dominantes inneres Gefühl ohne Skizze, rein intuitiv. Auf diese Weise entstand ein Œuvre mit abstrakten und figurativen Formen. Eine Dauerausstellung mit ihren Bronzeplastiken fand bis April 2017 in der privaten Galerie mit Kunstgarten in der Alten Landstraße in Hamburg-Poppenbüttel statt.
Edith Breckwoldt starb wenige Tage nach ihrem 76. Geburtstag am 22. August 2013 auf Schloss Hohenlinden in Hamburg-Poppenbüttel. Im April 2017 fand Breckwoldts Gesamtwerk eine neue Heimat in Lauenburg (Elbe). Hier soll es als „Kunstpfad Lauenburg“ der Öffentlichkeit zugänglich gemacht werden.

## Werke im Mahnmal St. Nikolai, Hamburg
Zwei der drei Bronzeplastiken – Friedensgebet und Erdenengel – von Edith Breckwoldt im Hamburger Mahnmal Ehemalige Hauptkirche St. Nikolai sind Schenkungen der Künstlerin an den Förderkreis „Rettet die Nikolaikirche“ e.V., dessen 2. Vorsitzender ihr Mann Frank Breckwoldt ist.
- Friedensgebet ist der Titel einer Figur aus dem Jahr 2001. Sie stellt eine kniende, betende Frau dar, die von einem Kind umarmt wird. Sie befindet sich inmitten des sogenannten „Garten der Kontemplation“, einem abgegrenzten Bereich im ehemaligen nördlichen Seitenschiff, das mit Rhododendren bepflanzt und mit verschiedenfarbigen Kieselsteinen ausgelegt ist. Die Figur soll einen Bogen von der erschreckenden Vergangenheit zu einer hoffnungsvollen Zukunft schlagen.[11] Das Friedensgebet ist in die Geburtsstadt der Künstlerin, nach Lauenburg an der Elbe, umgezogen und wurde am 1. Dezember 2017 an der Maria-Magdalenen-Kirche feierlich enthüllt.

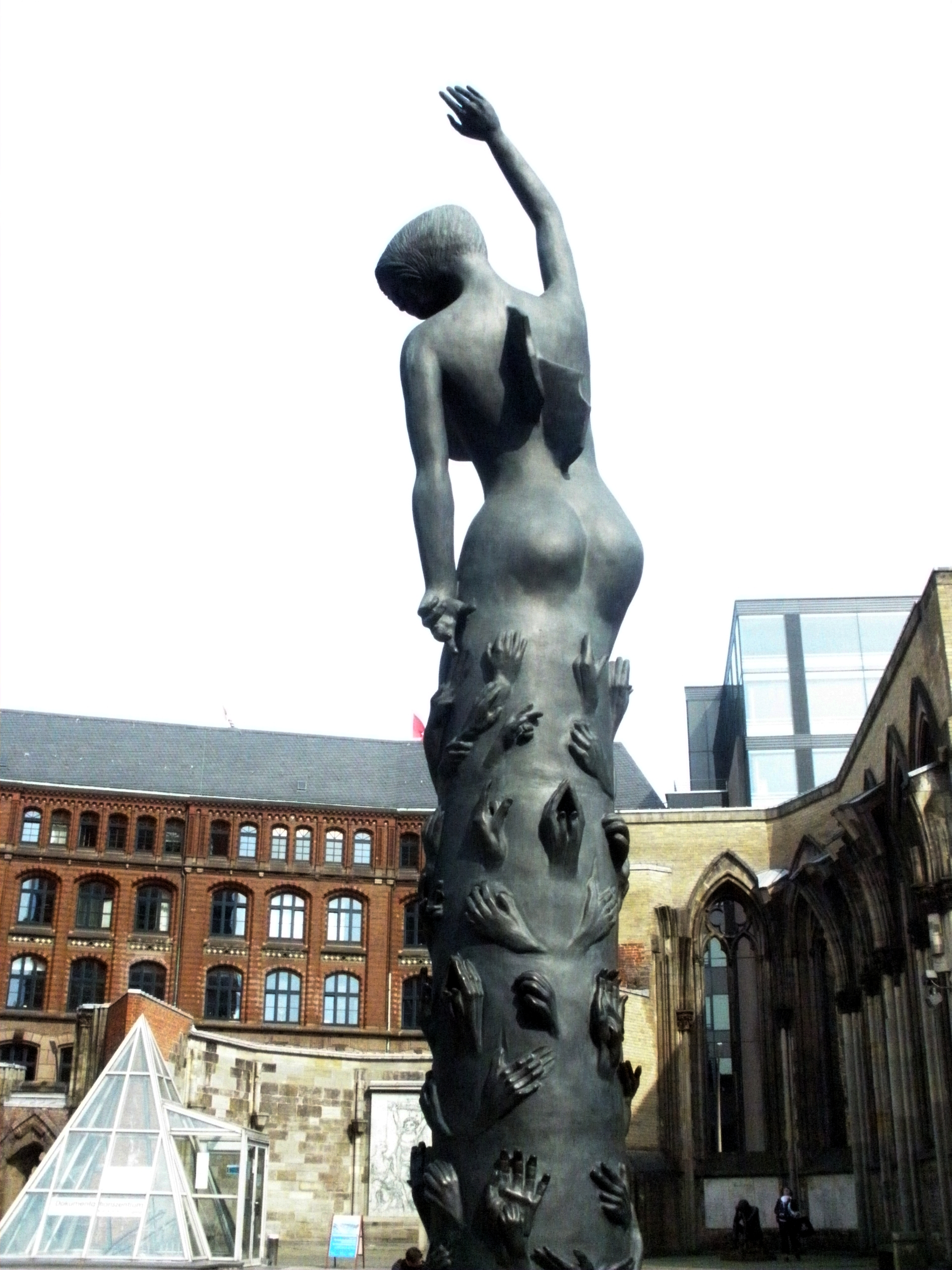
Erdenengel, 2003, Mahnmal St. Nikolai

- Erdenengel ist der Titel einer zentralen, sechs Meter hohe Bronzeplastik aus dem Jahr 2003. Am Sockel ist in acht Sprachen der Titel und Untertitel der Plastik angebracht. Die Botschaft der Künstlerin lautet Nimm meine Hand, und ich führe Dich zu Dir zurück und soll ausdrücken, dass alle Erkenntnis im Menschen selber ruht: Wenn er zu sich selbst zurückfindet, so findet er auch Frieden; dies ist wiederum Voraussetzung für Friedlichkeit zwischen den Menschen.[12][13]

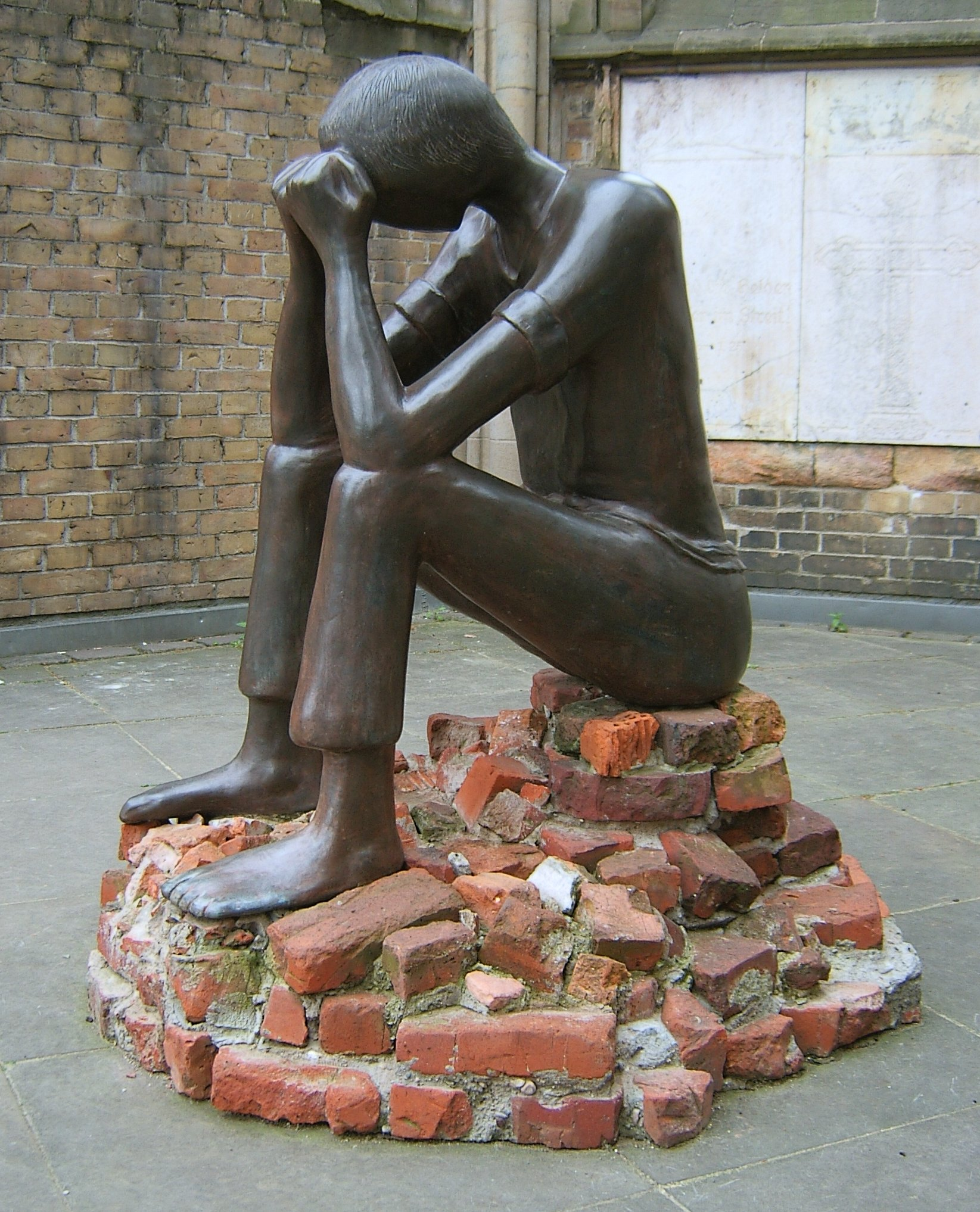
Prüfung, 2004, Mahnmal St. Nikolai

- Prüfung, eine 2004 von Edith Breckwoldt geschaffene Bronzefigur, ist in der Apsis des ehemaligen südlichen Seitenschiffs aufgestellt und der Gedenkstätte des ehemaligen Stammlagers Sandbostel gewidmet, das, 60 km westlich von Hamburg gelegen, von 1939 bis 1945 eines der größten deutschen Kriegsgefangenenlager war. Mehr als 50.000 Menschen fanden dort den Tod, darunter etwa 10.000 Häftlinge aus dem KZ Neuengamme. Der Sockel der Skulptur ist aus Backsteinen der Barackenfundamente aufgeschichtet, die auf dem Lagergelände von Schülern aus Sandbostel gesammelt wurden. Die Künstlerin beschriftete eine bronzene Tafel mit einem Dietrich Bonhoeffer zugeschriebenen Zitat:

„Kein Mensch auf der ganzen Welt kann die Wahrheit verändern. Man kann sie nur suchen, sie finden und ihr dienen. Die Wahrheit ist an jedem Ort.“

## Weitere Werke im öffentlichen Raum
- Ich bin, Bronzeplastik, 1995, in Lauenburg – ihrer Geburtsstadt – vor dem Rathaus[15][16]
- Friedensgebet, Bronzeplastik, in Lauenburg/Elbe, Maria-Magdalenen-Kirche

## Ausstellungen
- Gefühlte Formen, 2004, 7. Februar – 9. März, unter dem Mahnmal St. Nikolai, Hamburg
- Gefühlte Formen, 2007, Galerie Lonnes, Bremen
- Kunstpfad Lauenburg, 2017, Eröffnung am 25. Juni, Kreissparkasse Herzogtum Lauenburg, Lauenburg/Elbe